# Legiunea I Germanica

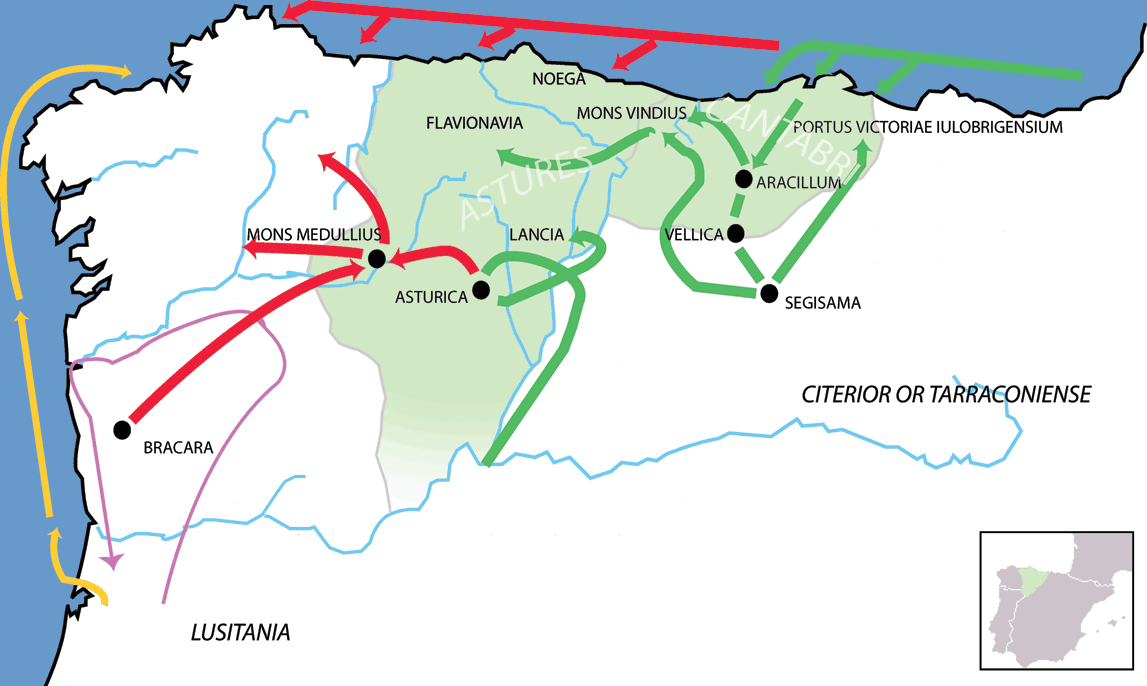
Legenda: Cu galben Bătăliile de la Cantabria, Asturias şi Leon duse de Cezar în Spania, 29 î.Hr.-19 î.Hr. și cu Legiunea I Germanica

Germania, Revolta batavilor, anul 70

Legiunea I Germanica (latină: Legio I Germanica, Prima Legiune Germanică), (cognomenul Germanica este o referință la operațiunile militare efectuate în Germania Inferior) a fost o legiune romană, probabil creată în 48 î.Hr. de către Iulius Cezar pentru a lupta pentru el în războiul civil împotriva orașului Pompeii. După rebeliunea batavă oamenii rămași din Legiunea I Germanica au fost adăugați în legiunea a șaptea a lui Galba , care a devenit Legiunea a VII-a Gemina.  Emblema Legiunii I Germanica este necunoscută, dar probabil este Taurul, așa cum aveau toate legiunile create de Cezar, singura excepție fiind Legiunea a V-a Alaudae. 

## Angajamente
- Bătălia de la Pharsalus, 48 î.Hr.

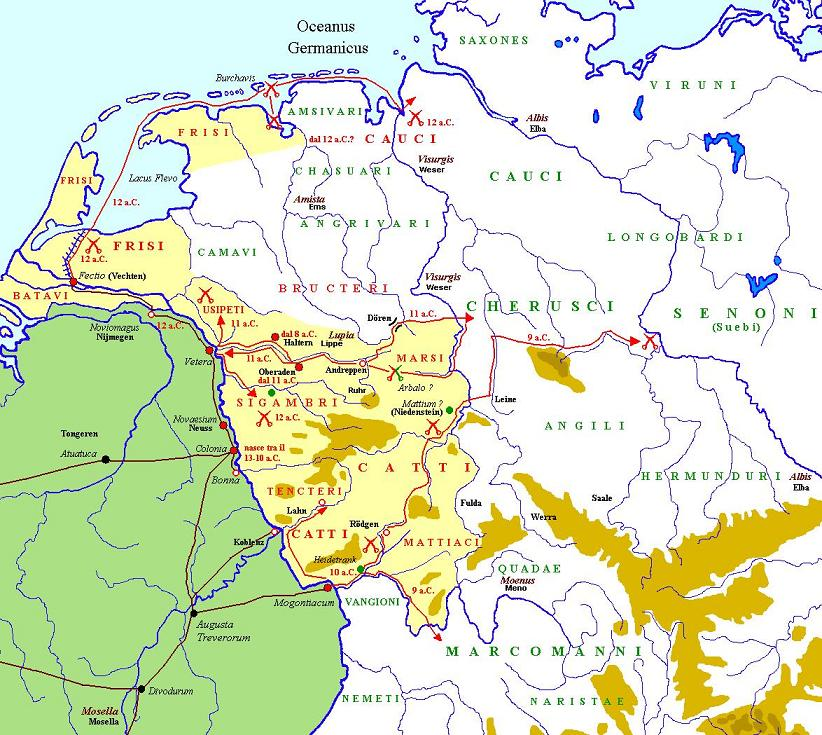
Campania în Germania a lui Drusus, 12-9 î.Hr., purtată și cu Legiunea I Germanica

- Bătăliile de la  Cantabria, Asturias și Leon, Spania, 29-19 î.Hr.
- Campania în Germania a lui Drusus, 12-9 î.Hr.
- Revolta batavilor, anul 70